# Star Trek: Enterprise
Pour les articles homonymes, voir Star Trek (homonymie).
Star Trek: Voyager Star Trek: Discovery
Star Trek: Enterprise (Enterprise puis Star Trek : Enterprise au cours de la troisième saison) est une série télévisée de science-fiction américaine en 98 épisodes de 42 minutes, créée par Brannon Braga et Rick Berman et diffusée entre le 26 septembre 2001 et le 13 mai 2005 sur le réseau UPN.
En France, la série est diffusée depuis le 4 janvier 2004 sur Jimmy, sur la case de 23 h 20, en multilingue ; et au Québec à partir du 23 août 2004 sur Ztélé.
C'est la cinquième série télévisée en prises de vues réelles de l'univers Star Trek, créé par Gene Roddenberry en 1966.

## Synopsis
Au XXIIe siècle (de 2151 à 2161), avant l'existence de la Fédération, le capitaine Jonathan Archer reçoit le commandement de l’Enterprise (NX-01), premier vaisseau spatial humain équipé de la Distorsion 5 et envoyé par Starfleet pour explorer la galaxie.
Ces événements conduiront à la fondation en 2161 de la Fédération des planètes unies, institution utopique au cœur de l’univers Star Trek.

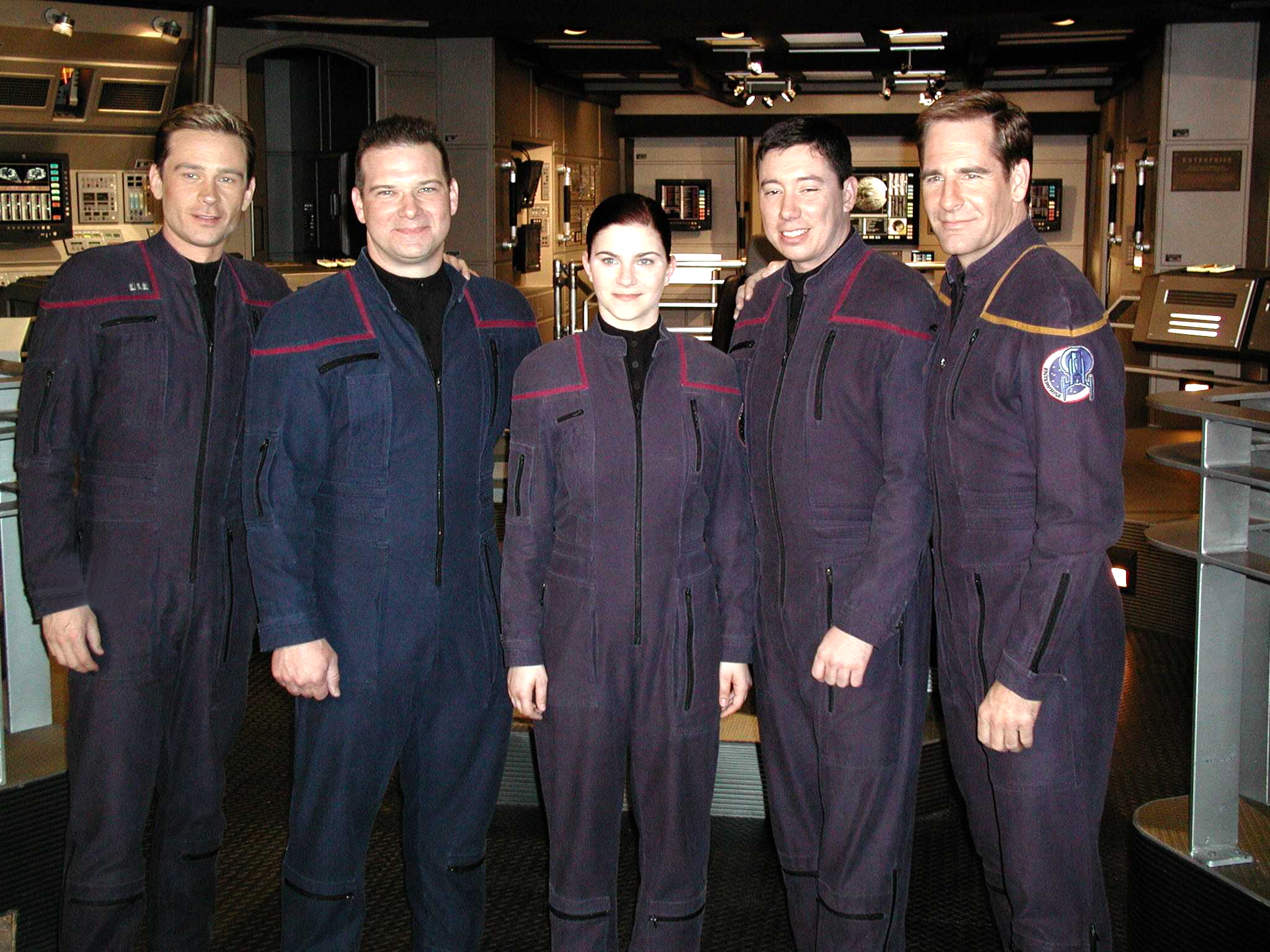
Quelques-uns des acteurs de la série.

## Distribution

### Personnages principaux
- Scott Bakula (VF : Guy Chapellier) : capitaine Jonathan Archer, commandant de l'Enterprise
- John Billingsley (VF : Denis Boileau) : Dr Phlox, médecin de bord de l'Enterprise
- Jolene Blalock (VF : Rafaèle Moutier) : subcommandeur  T'Pol, officier scientifique et second de l'Enterprise / T'Mir (saison 2, épisode 2)
- Dominic Keating (VF : Pierre-François Pistorio) : lieutenant Malcolm Reed, officier tactique de l'Enterprise
- Anthony Montgomery (VF : Pascal Nowak) : enseigne Travis Mayweather, timonier de l'Enterprise
- Linda Park (VF : Pauline Brunel) : enseigne Hoshi Sato, officier des communications de l'Enterprise
- Connor Trinneer (VF : Gérard Malabat) : commandeur Charles « Trip » Tucker III, Ingénieur en chef de l'Enterprise / Sim (saison 3, épisode 10)

Acteurs des personnages principaux
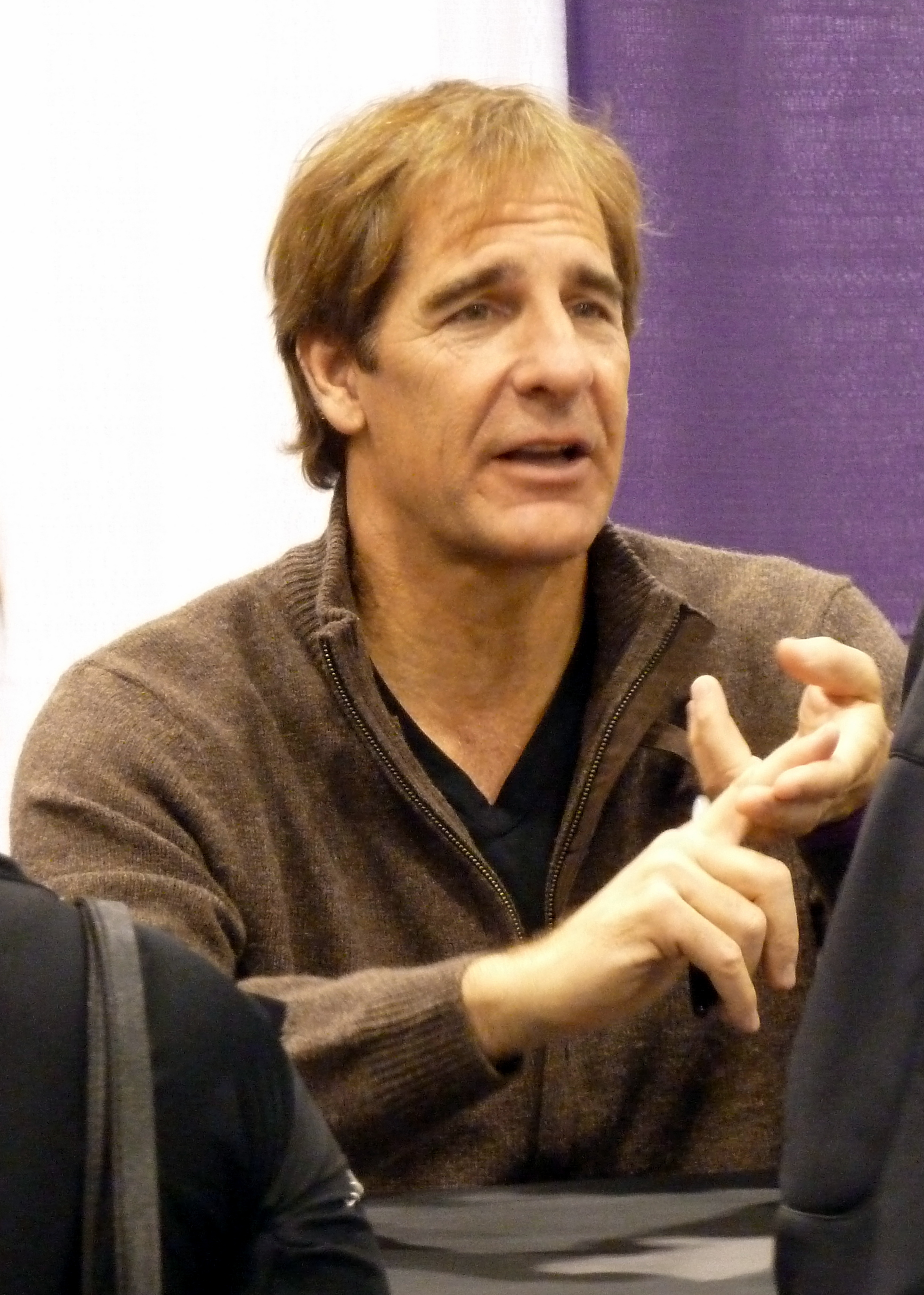
Scott Bakula
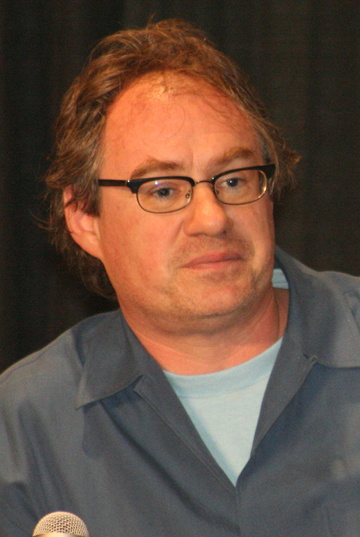
John Billingsley
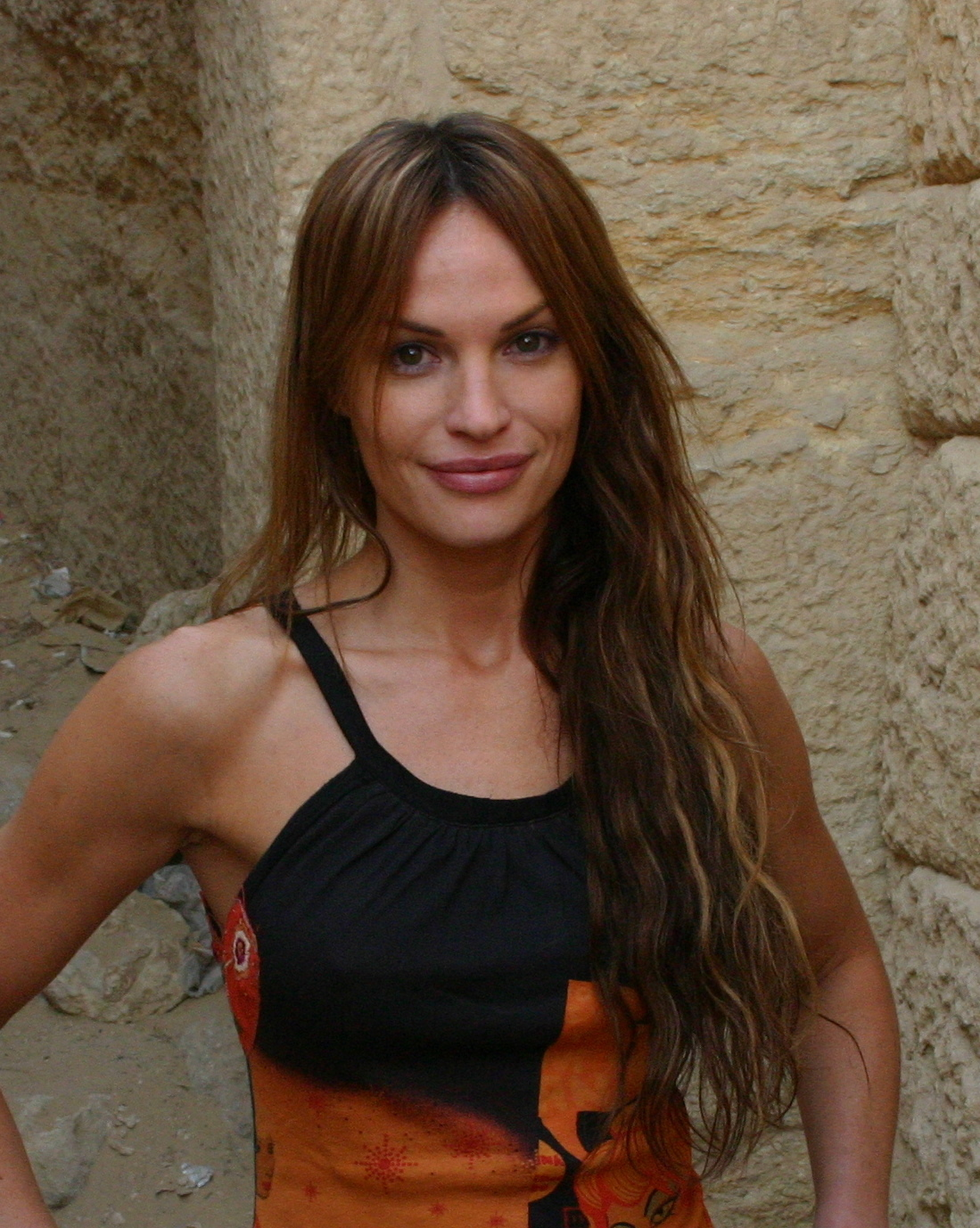
Jolene Blalock
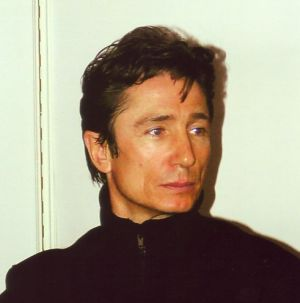
Dominic Keating
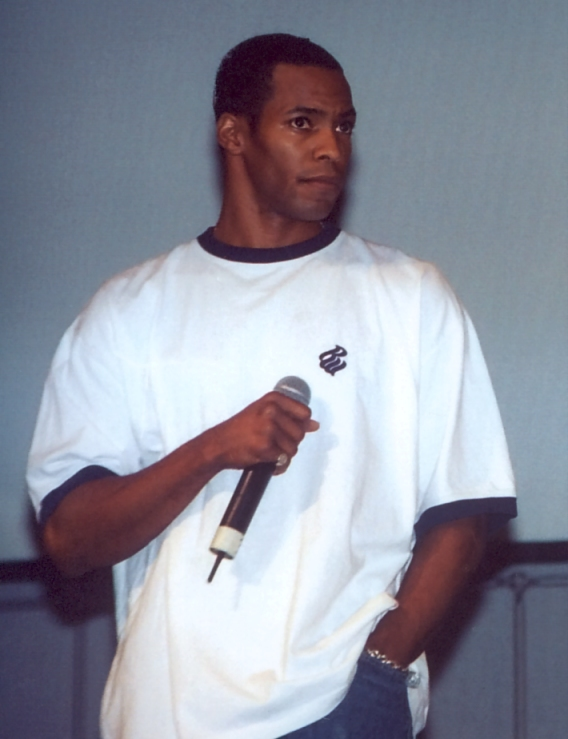
Anthony Montgomery
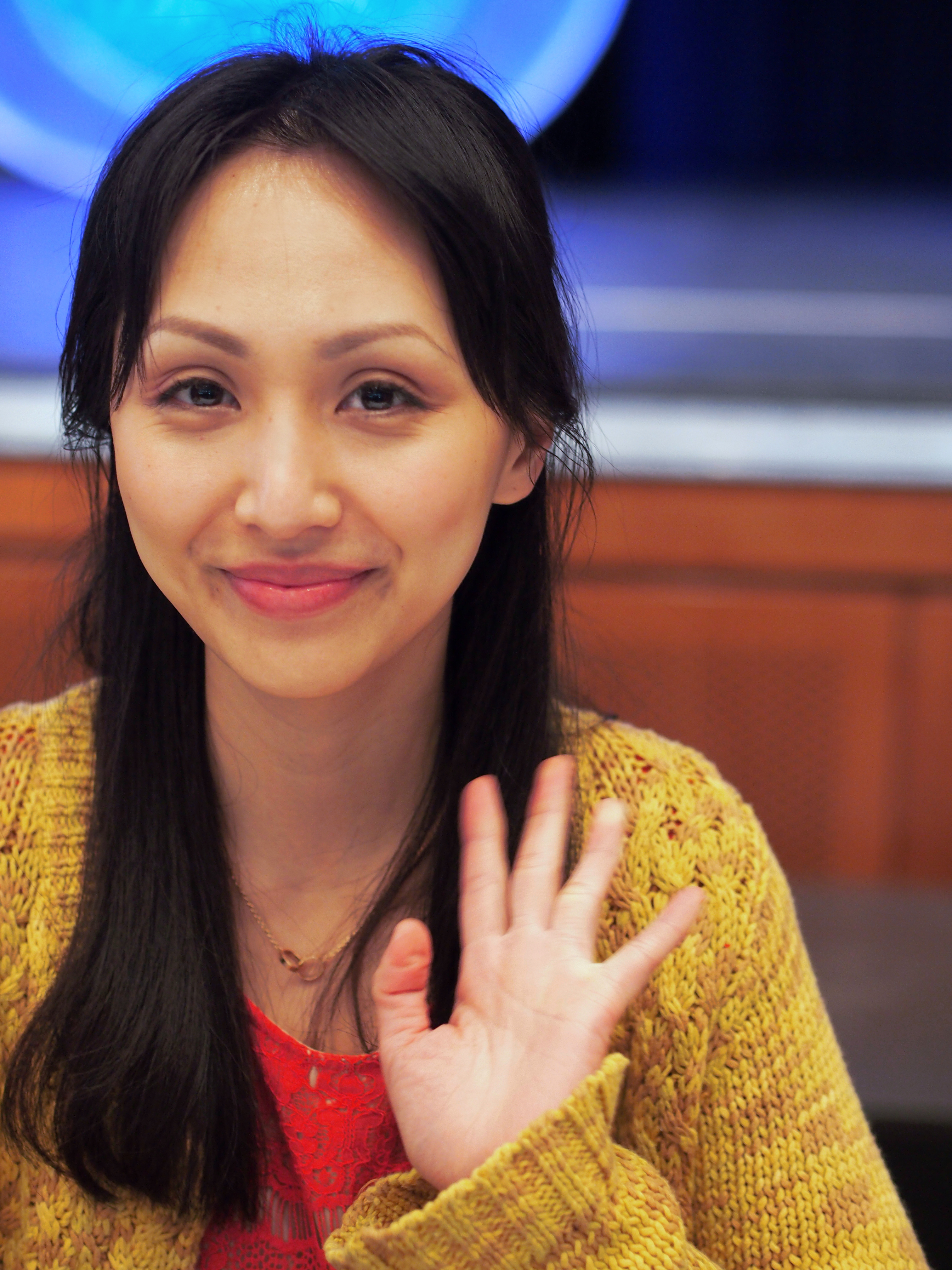
Linda Park
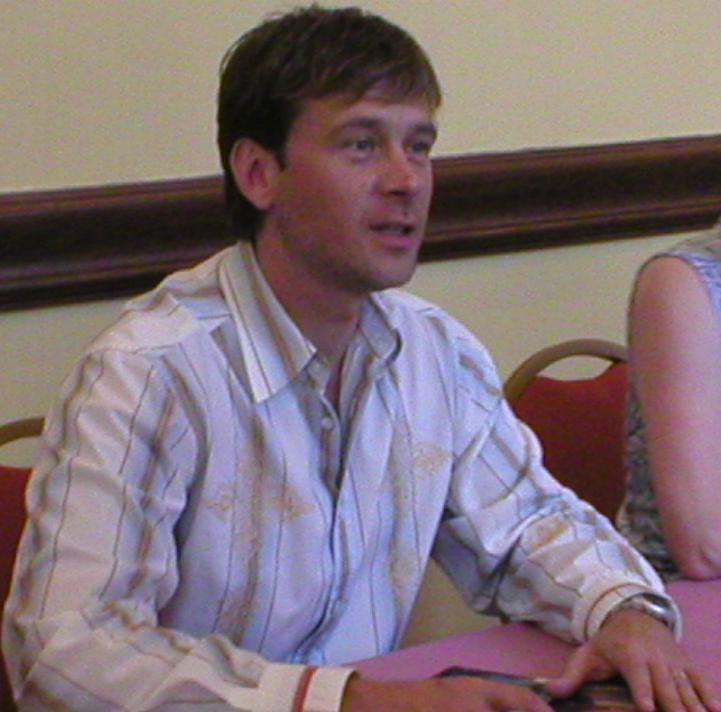
Connor Trinneer

Source et légende : version française (VF) sur RS Doublage Séries Database

### Personnages récurrents
- Vaughn Armstrong : vice-amiral Maxwell Forrest, supérieur du capitaine Archer au sein de Starfleet et responsable du programme NX de vaisseaux à distorsion 5.
- Jeffrey Combs (VF : Pascal Germain) : commandeur Thy'lek Shran, de la Garde Impériale Andorienne
- Gary Graham : ambassadeur Soval, représentant des Vulcains auprès de la Terre et de Starfleet
- Steven Culp : major Hayes, commandant du détachement MACO assigné à l'Enterprise NX-01 (saison 3)
- Nathan Anderson : sergent Kemper, commandant en second du détachement MACO assigné à l'Enterprise NX-01 (saison 3)
- Daniel Dae Kim (VF : Vincent Violette) : caporal Chang, membre du détachement MACO assigné à l'Enterprise NX-01 (saison 3)

### Acteurs provenant d'autres séries et films
- James Cromwell : Zefram Cochrane, inventeur du premier moteur à distorsion terrien, ainsi que le premier Humain à l'avoir mis en pratique et officiellement établi un premier contact avec une espèce extraterrestre (les Vulcains).
- Jonathan Frakes : commandeur William T. Riker.
- Marina Sirtis : conseillère Deanna Troi.

### Acteurs «invités»

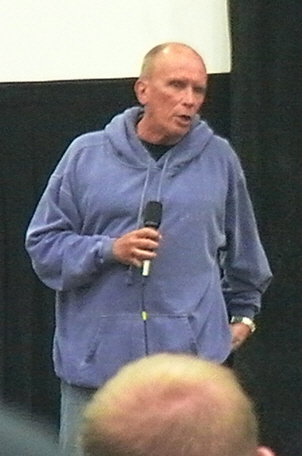
Peter Weller

- Nikita Ager : Rajiin, une espionne des Xindis
- David Andrews : Lorian, un Humano-Vulcain.
- Erick Avari : Jamin, un Novien.
- James Avery : Général K'Vagh, fils de Wor'maq.
- Brigid Brannagh : Ruby, une serveuse terrienne du 602 Club, amie de Jonathan Archer et Trip.
- Clancy Brown : Zobral, chef d'un clan rebelle Torothan.
- Keith Carradine : Commandeur A.G. Robinson, un ancien collègue et ami de Jonathan Archer et Trip.
- Bill Cobbs : Dr Emory Erickson, inventeur de la technologie de téléportation et ami proche de la famille Archer.
- Roger Cross : Tret, un commandant de vaisseau extraterrestre.
- Bruce Davison : Menos, un ex-agent infiltré vulcain en fuite.
- Patrick Fischler : Dr Mercer, médecin de la colonie minière Orpheus basée sur la Lune.
- Harry Groener : Nathan Samuels, ministre du gouvernement terrien.
- Padma Lakshmi : Kaitaama, une princesse kriosienne.
- Stephen McHattie : contremaître d'une mine de trellium dans l'Étendue delphique.
- Jeffrey Dean Morgan : Damron, scientifique xindi reptilien responsable de l'arme biologique destinée aux Terriens.
- Enrique Murciano : Tolaris, un Vulcain schismatique.
- Christopher Neame : Generalmajor de la Wehrmacht au XXe siècle.
- Conor O'Farrell : Pri'Nam D'Jamat, un chef religieux triannon.
- Leland Orser : Loomis, un humain du XXIe siècle.
- Ethan Phillips : Ulis, un pirate férengi.
- Paul Rae : le barman d'un saloon d'une colonie humaine isolée.
- Richard Riehle : Dr Jeremy Lucas, correspondant et ami du Dr Phlox.
- Mark Rolston : Kuroda Lor-ehn, un criminel énolien.
- Brent Spiner : Dr Arik Soong, généticien et ancêtre du Dr Noonien Soong.
- Maury Sterling : Tarquin, un télépathe humanoïde en exil.
- Dean Stockwell : Colonel Grat, directeur tandarien d'un centre d'internement des Sulibans.
- Peter Weller : John Frederick Paxton, administrateur en chef de la colonie minière Orpheus sur la Lune et chef du groupe terroriste Terra Prime. Peter Weller avait accepté de jouer le rôle d'un dirigeant de Terra Prime durant la quatrième saison contre la possibilité de réaliser des épisodes de la saison suivante. Cependant, la série ne connut pas de cinquième volet[3].

## Commentaires

### Générique
Le générique diffère beaucoup de celui des précédentes séries Star Trek. En effet, toutes les autres séries montrent des vues de l'espace, avec le vaisseau ou la station spatiale au centre de la série. Enterprise, au contraire, propose un générique retraçant poétiquement l'histoire de l'exploration spatiale humaine). Au lieu d'une musique instrumentale, le thème est une chanson interprétée par Russell Watson (au lieu de Rod Stewart prévu initialement). Dans les saisons 1 et 2, la série est titrée seulement Enterprise. Dans les saisons 3 et 4, le titre devient Star Trek: Enterprise.
Dans les épisodes 18 et 19 de la saison 4 (Le Côté obscur du miroir - 1/2 et Le Côté obscur du miroir - 2/2) la chanson du générique est remplacée par une musique inquiétante et des images violentes (accumulant des scènes de guerre et de combat). Ce générique a été créé spécialement pour ces deux épisodes car ils situent l'histoire dans un univers alternatif présentant un Empire Terrien et des vaisseaux de conquête (au lieu de pacifiques vaisseaux d'exploration spatiale).

### Philosophie de l'histoire
Enterprise illustre parfaitement la philosophie de l'univers créé par Gene Roddenberry, qui postule un développement moral des différentes espèces de la galaxie à travers les siècles. Ainsi, un siècle avant la série originale, les Vulcains sont ambigus (voire inquiétants), les humains sont impulsifs (et profèrent des jurons), les Klingons sont encore plus violents que dans le futur, etc.
Le comportement des Vulcains présentés dans Enterprise est relativement différent de celui des séries ultérieures : ils peuvent parfois mentir si cela sert la logique (ou leurs intérêts), ils criminalisent la fusion mentale au titre de viol d'intimité, etc. Cela s'explique non seulement par la chronologie (Enterprise se déroule plus d'un siècle avant la série originale), mais aussi par la sociologie (les enseignements de Surak, le fondateur de la logique, ont été imperceptiblement oubliés ou pervertis).

### Stigmatisation de la fusion mentale vulcaine
Certains Trekkies américains furent au départ choqués que la société vulcaine dépeinte dans la série Enterprise stigmatise et criminalise la fusion mentale, tant cela s'opposait à ce qu'en avaient montré les films Star Trek 2 : La Colère de Khan, Star Trek 3 : À la recherche de Spock, le double-épisode La Pierre de Gol (Gambit, TNG), et beaucoup d'épisodes de la série classique.
Mais ce parti pris fut dès l'origine tout à fait intentionnel de la part des créateurs de la série pour étudier les évolutions sociétales. 

### Respect de la continuité
Lors de la première diffusion (entre 2001 et 2005), quelques fans américains avaient eu l'impression que la série Enterprise ne respectait pas la continuité établie par les séries Star Trek produites antérieurement. Pourtant, il ne s'agissait ni d'incohérences internes ni de viols du canon, mais d'intentionnels enrichissements de la chronologie et de nécessaires complexifications des causalités historiques. La série prequelle explorait un XXIIe siècle presque totalement inconnu des spectateurs pour n'avoir encore jamais été mis directement en scène à l'écran.
Brannon Braga, le cocréateur et coproducteur exécutif de la série, s'est d'ailleurs opposé publiquement à l'idée que la série Enterprise n'était pas suffisamment fidèle à la continuité de l'univers Trek : « I totally and completely disagree. It's the dumbest comment in the world and I am so tired of hearing it » (« Je suis en total désaccord avec cette idée. C'est le commentaire le plus bête du monde, et je suis vraiment fatigué de l'entendre »).
Voici une liste non exhaustive de ces « fausses incohérences » qui, en réalité, renforcent la continuité :
- L'épisode Question de temps (A Matter of Time (en), TNG) établit qu'il n'existait pas de phasers au XXIIe siècle, tandis que le capitaine Pike utilise des « lasers » dans le pilote de TOS (The Cage). Un fait que la série Enterprise respecte bien puisque l'équipage du capitaine Archer utilise seulement des « pistolets de phase » (phase pistols), conceptuellement et technologiquement beaucoup moins avancés. En effet, les phase pistols ne sont pas encore capables de désintégrer leurs cibles contrairement au phasers et aux « lasers ».

- Le docteur McCoy dans La Colombe (Day of the Dove, TOS) et le capitaine Jean-Luc Picard dans Premier contact (First Contact, TNG) établissent que le premier contact avec les Klingons fut suivi de décennies de guerres du fait des incompréhensions culturelles. Or même si la série Enterprise ne s'étend que sur quatre années (et non sur des décennies), les événements induits par l'épisode pilote En avant toute (Broken Bow, ENT) puis les démonstrations morales répétées du capitaine Archer auront engendré une tension croissante et une succession d'affrontements entre Terriens et Klingons, constituant ainsi les fondements d'un état de guerre durable.

- La série Enterprise, et plus précisément sa quatrième saison, aura également réussi à expliquer la plus grande énigme de l'univers Star Trek, à savoir la différence d'apparence mais aussi de comportement des Klingons entre le XXIIIe siècle (dans la série originale) et le XXIVe siècle (à l'époque de la nouvelle génération).

- Au XXIIIe siècle, dans Zone de terreur (Balance of Terror, TOS), Spock s'étonne que les Romuliens soient parvenus à pleinement maîtriser la technologie d'occultation, mais sans pour autant présenter celle-ci comme nouvelle ou inédite à l'échelle de l'histoire, des sciences, ou de l'univers. Effectivement, au XXIIe siècle, dans les épisodes Les Xyrilliens (Unexpected (en), ENT) puis Le choix d'Archer (Minefield (en), ENT), l'équipage aura déjà rencontré des vaisseaux extraterrestres munis de technologies d'occultation (cloaking device).

- Le même Zone de terreur (Balance of Terror, TOS) établit l'existence vers 2160 d'une traumatisante guerre entre la Terre et Romulus, mais curieusement sans que nul humain n'y ait découvert l'apparence physique des Romuliens. La série Enterprise s'est donc employée à mettre progressivement en place les prémices de cette guerre, tout en expliquant pourquoi les futurs belligérants ne seraient pas en mesure de se voir mutuellement.

- L'épisode La Colonie perdue (Terra Nova (en), ENT) révèle que Terra Nova fut (à partir de 2078) la première colonie extrasolaire terrienne fondée après la découverte de la distorsion (en 2063). Dans Guerre, amour et compagnon (Metamorphosis, TOS), il est suggéré que l'inventeur humain de la distorsion, Zefram Cochrane s'est établi sur la colonie Alpha Centauri avant 2119. Pour autant, ni la série originale ni les séries Star Trek suivantes n'ont jamais laissé entendre qu'Alpha Centauri était la première colonie extrasolaire terrienne.

- Dans Voyageur inconnu (Silent Enemy (en), ENT), l'équipage d'Archer déploie des relais de communications subspatiaux, et plus généralement, les communications subspatiales sont utilisées durant toute la série prequelle (à partir de 2151). Cet état de fait n'entre absolument pas en contradiction avec l'épisode Une partie des actions (A Piece of the Action, TOS) qui établit que le vaisseau Horizon (n'appartenant pas à Starfleet et disparu après avoir visité la planète Sigma Iotia II) avait envoyé en 2168 un rapport seulement par ondes radio conventionnelles, mais sans suggérer pour autant que les communications subspatiales en elles-mêmes n'avaient pas encore été inventées à cette époque et n'étaient pas déjà utilisées par les vaisseaux de Starfleet.

- Les Terriens rencontrent pour la première fois des formes de vie énergétiques (non corporelles) dans l'épisode Les envahisseurs (The Crossing, ENT). Plus d'un siècle après, dans la série originale, de telles rencontres seront devenues courantes (Les arbitres du cosmos (Errand Of Mercy, TOS), Un loup dans la bergerie (Wolf in the Fold), TOS), Tu n'es que poussière (Retour sur soi-même, TOS), Les Lumières de Zetar (The Lights of Zetar, TOS), mais elles susciteront curieusement avec le temps (entre la saison 1 et la saison 2) un étonnement croissant au sein de l'équipage de Kirk.

- Dans Tolérance (The Breach (en), ENT), le Dénobulien Phlox connait les Tribules et en montre même brièvement un à la Terrienne Hoshi Sato. Cela n'implique pas pour autant que tous les Terriens soient supposés connaître les Tribules un siècle après. En effet, dans l'épisode Tribulations (The Trouble with Tribbles, TOS), l'équipage de Kirk découvre les Tribules… tandis que l'humain Cyrano Jones les connaissait déjà parfaitement (pour en faire carrément le commerce).

- La téléportation intra-véhiculaire est considérée comme dangereuse en 2268 dans La Colombe (Day of the Dove, TOS) quoique utilisée si nécessaire. Mais si le capitaine Archer fut réduit à en faire lui aussi usage dès 2154 dans Les Ennemis de la vérité (Chosen Realm, ENT), c'est comme unique alternative à la mort (en faisant alors passer la téléportation pour une modalité d'exécution de la peine capitale).

- En raison de la cohabitation prolongée avec la Vulcaine T'Pol et de la découverte progressive de sa culture, plusieurs humains de l'équipage d'Archer ont fini par plus ou moins deviner l'existence du Pon farr, la période vulcaine d'accouplement (notamment dans les épisodes L'Esprit vulcain (Fusion (en), ENT) et Chasseur de primes (Bounty (en), ENT)). Pour autant, du fait de la discrétion culturelle qui l'entoure, le Pon farr n'a pas été banalisé auprès des humains. Il n'y avait donc aucune raison qu'un siècle après, tous les membres de l'équipage de Kirk (dont le Dr. McCoy) connaissent d'emblée le Pon farr vulcain.

- Au début de la série prequelle, T'Pol établit que les Vulcains ne consomment pas de nourriture avec leurs mains, et pour l'illustrer, elle mange un gressin au couteau et à la fourchette. Cependant, T'Pol prendra du popcorn dans ses mains durant la seconde saison, témoignant ainsi d'une évolution au contact de ses collègues humains. Plus généralement, l'objectif premier de la série Enterprise fut de mettre en scène l'influence mutuelle entre Terriens et Vulcains après le Premier contact et avant le XXIIIe siècle de Kirk.

- Dans l'univers Star Trek, la notion centrale de Premier Contact regroupe tout l'éventail des cas plus ou moins délicats où des civilisations extraterrestres en rencontrent d'autres pour la première fois. Mais si la grande histoire retiendra en priorité les premiers contacts officiels (c’est-à-dire rendus publics) en raison des nombreuses conséquences qu'ils engendrent, cela n'interdit pas l'existence de premiers contacts officieux, connus d'une minorité et demeurés plus ou moins secrets ou confidentiels. C'est ce cas de figure qu'illustrera l'épisode Premier contact (Carbon Creek (en), ENT), avec la visite clandestine de Vulcains sur Terre en 1957, longtemps avant le Premier contact officiel en 2063.

- D'une semblable façon, l'épisode Le Dernier Avant-poste (The Last Outpost), TNG) avait mis en scène le premier contact officiel entre la Fédération et l'Alliance férengie en 2364. Pour autant, cela n'excluait pas l'existence de contacts informels antérieurs entre humains et Férengis, comme le suggère la somme d'informations dont disposait déjà l'équipage de Picard. Ainsi, en 1947, l'épisode Les Petits Hommes verts (Little Green Men (en), DS9) avait révélé une rencontre entre Terriens et Férengis dans le cadre des événements de Roswell. Puis, en 2152, l'équipage d'Archer subira une attaque de pirates férengis dans Règles de l'abordage (Acquisition (en), ENT) mais sans que ces derniers ne dévoilent leur identité réelle aux humains.

- L'épisode Une découverte dangereuse (Regeneration (en), ENT) construit l'un des plus ambitieux paradoxes temporels de l'univers Star Trek : dans le sillage de la reine Borg qui provoqua en 2063 le premier contact qu'elle cherchait précisément à empêcher, les drones Borgs rescapés du film Premier contact initient dans la série Enterprise une chaîne d'évènements (message subspatial envoyé vers le quadrant delta de la Voie Lactée, assimilation de plusieurs Terriens, contremesures développées par Phlox…) dont résulteront deux siècles après les faits complexes mis successivement en scène dans Docteur Q (Q Who (en), TNG), Le Meilleur des deux mondes (The Best of Both Worlds), TNG), et Aux frontières des ténèbres (Dark Frontier (en), VOY)[6].

## DVD et Blu-Ray (France)

### DVD
La série est diffusée en France par CBS Vidéo. Les saisons sont vendues dans un coffret collector gris contenant un livret explicatif. L'image est au ratio 1.78 panoramique 16/9 compatible 4/3 en français 2.0 Dolby Surround et en anglais 5.1 avec sous-titres présents ainsi qu'un choix de langues.
- Intégrale Saison 1 : coffret de sept DVD collector le 12 mai 2005 ;
- Intégrale Saison 2 : coffret de sept DVD collector le 11 août 2005 ;
- Intégrale Saison 3 : coffret de sept DVD collector le 17 novembre 2005 ;
- Intégrale Saison 4 : coffret de six DVD collector le 18 mai 2006.

Les intégrales sont ressorties le 25 août 2009 avec un nouveau packaging plus compact. Les slimpacks contenant les disques sont dans des fourreaux cartonnés. Ils contiennent aussi les livrets explicatifs et les contenus sont identiques ainsi que les spécificités techniques.

### Blu-Ray
La série est diffusée en France par CBS BLU RAY. La série ayant été filmée en haute définition, les transferts sur le support Blu-ray n'ont pas été aussi compliqués que pour les autres séries Star Trek. L'image est en 16/9 1.78.1 panoramique 16/9 natif en 1080p. L'audio est en anglais 5.1 DTS HD et en français 2.0 Dolby Surround avec sous-titres présents. Les bonus sont tous en haute définition.
- Intégrale Saison 1 : coffret de six BD le 10 avril 2013 ;
- Intégrale Saison 2 : coffret de six BD le 21 août 2013 ;
- Intégrale Saison 3 : coffret de six BD le 5 février 2014 ;
- Intégrale Saison 4 : coffret de six BD le 23 avril 2014.